# Ināra Mūrniece
Ināra Mūrniece, latvijska političarka in novinarka, * 30. december 1970.
Med letoma 2014 in 2022 je bila predsednica Saeime, parlamenta Republike Latvije. Od 14. decembra 2022 do 15. septembra 2023 je bila latvijska ministrica za obrambo.

## Življenjepis
Študirala je na fakulteti za sodobne jezike latvijske univerze, kjer je diplomirala leta 2009, leta 2007 pa na Univerzitetnem kolidžu za ekonomijo in kulturo pridobila diplomo iz prevajanja in tolmačenja.
Preden je vstopila v politiko, je bila notranje in zunanjepolitična novinarka največjega latvijskega dnevnega časopisa Latvijas Avīze. V latvijski parlament (Saeima) je bila izvoljena leta 2011 in postala članica odbora za človekove pravice in javne zadeve. Po volitvah leta 2014 je postala predsednica Saeime, parlamenta Republike Latvije. Na položaju je ostala do 1. novembra 2014, nekaj dni pa zasedla položaj ministrice za obrambo.
Bila je poročena z zgodovinarjem in politikom Ritvarsom Jansonsom, ki je bil član 12. sklica Saeime. Imata eno hči. Ločila sta se leta 2015.